# Rencontre internationale en France des amateurs de la composition échiquéenne
 (avril 2008).
Si vous disposez d'ouvrages ou d'articles de référence ou si vous connaissez des sites web de qualité traitant du thème abordé ici, merci de compléter l'article en donnant les références utiles à sa vérifiabilité et en les liant à la section « Notes et références ».
La Rencontre Internationale des Amateurs en France de la Composition Échiquéenne (RIFACE) est organisée chaque année depuis 1980 par l'Association française pour la composition échiquéenne (AFCE) lors du week-end de Pentecôte. Jean Zeller en est le fondateur. Elle s'est déroulée la plupart du temps à Messigny (près de Dijon), de 2015 à 2020 près de Lyon (Saint-Germain-au-Mont d'Or, Ecully ou Dardilly) et depuis 2021 près de Paris (Charenton-Le-Pont, Issy-Les-Moulineaux ou Gennevilliers).
Ce week-end permet aux problémistes français, mais également étrangers de se rencontrer. Elle est ouverte aux problémistes de tout niveau, y compris les débutants. Les rencontres de problèmistes sont particulièrement conviviales, car ce n'est pas l'affrontement qui caractérise le problème d'échecs, mais le partage autour d'un domaine artistique.
C'est au cours de la RIFACE que sont organisés le Championnat de France de solutions de problèmes d'échecs et le Championnat de France de solutions d'analyse rétrograde.